# かまいたちのヘイ!タクシー!
『かまいたちのヘイ！タクシー！』は、TBSラジオで2018年4月4日から放送されているラジオ番組。通称は『かまタク』。

## 概要
かまいたち初の東京でのレギュラー放送のラジオ番組。2人がタクシーに乗り、さまざまな街で人や物と触れ合いながら、都内を知り尽くそうとする予測不能の30分。
2018年4月4日より、毎週水曜21:00 - 21:30に放送開始。放送形態は放送日までの録音で、タクシー内でフリートークする回、翌週に実際にロケをする回の2つに分かれる。
2019年4月1日放送より、毎週月曜21:30 - 22:00へ枠移動した。2020年10月よりネタコーナーを一週目に設けた。2023年10月から21:00 - 22:00の枠にTBSテレビでかまいたち出演の『ジョンソン』がスタートする際、交渉の結果「かまいたち初の東京レギュラー番組である為二人とも当番組に対する思い入れが深い。」ということで裏被りを了承してもらった。なお『ジョンソン』は2024年9月に終了。
2020年3月30日放送から9月28日放送まで、スポンサーを務めたスマートニュースより、アプリにて動画が投稿された。
タクシー運転手兼構成作家の森下が作家専任になったことから、2021年10月より、タクシーではなく専用の移動車「かまタクカー」（トヨタ・ヴェルファイア）を使用している。
2025年4月7日放送より、毎週月曜23:00 - 23:30へ枠移動した。

## 出演者
- かまいたち（山内健司、濱家隆一）
- 森下知哉（通称モリシ）ｰ タクシー運転手兼番組構成作家[6]

このほか、プロデューサー内田、ディレクター島田、マネージャー樺澤まどか（2023年8月海外移住により退社）などスタッフが登場することがある。

## テーマ曲
現在
清塚信也作曲のオリジナルテーマ
過去
キャロル「ヘイ・タクシー」（2020年10月まで）

## コーナー
※数回ごとに決まったフレーズを言わせるコーナーがあり、過去には「足りてますか？！」「いいんですか？！」「濱家に言わせたい一言」「キャー！」「いやん」と言うコーナーがあった。
- バックアタック中垣内

日常で似た韻を踏んだ言葉が出てきた時に「～みたいに言うな」とつっこむコーナー。最後は「天竺鼠瀬下みたいに言うな」が来るようになった。
- レポートに対する振り
- かまタク横断ウルトラクイズ

かまタクスタッフのパーソナルクイズ
- へい！テレホン

リスナーと電話を繋ぎしゃべるコーナー。
- どッからきた嘘？！

つかなくていい時に嘘をついて自分を追い込んでしまった時の体験談を送ってもらう。

### 過去のコーナー
- 「ほんまやほんまや」「冗談や冗談や」のコーナー

ある日のロケでハッタリか本当の話で森下をイジるやりとりが面白かった為コーナーに昇格。嘘か本当か怪しい投稿に「ほんまやほんまや」「冗談や冗談や」でオチをつけるコーナー。
- どSじゃのう・どMじゃのう

常識では考えられないサディスト・マゾヒスト体験を送ってもらう。
- 「返せよ！」のコーナー

山内のロケ内での発言「返せよ！」から派生したコーナー。リスナーから「返せよ！」と思った瞬間を送ってもらう。
*ここからさらに派生した「俺わい！」「スベっとるやないかい！」「寝らい！」「はあ？！」のコーナーも存在する。
- チン毛目撃情報

どこからともなく出てきた陰毛の目撃情報を送ってもらうコーナー。

## 訪れた街
- 東京タワー（神谷町）
- 銀座
- 浅草
- 中野
- 白金
- 池袋
- 上野
- 水天宮
- 表参道
- 東京スカイツリー（押上）
- 赤坂
- 下北沢
- 北千住
- 武蔵小山
- 吉祥寺
- ラジフェス2018（TBSラジオ）
- 戸越銀座
- 大崎
- 新宿二丁目
- 柴又
- 原宿
- 新橋
- 巣鴨
- 豊洲
- 紀尾井町
- 飛鳥山公園（王子）
- 蒲田
- 台場
- 青葉台
- 錦糸町
- 入間郡
- 板橋
- 目黒
- 十条

## ネット局
| 放送対象地域   | 放送局            | 放送期間                                     | 放送時間           | 備考   |
| -------------- | ----------------- | -------------------------------------------- | ------------------ | ------ |
| 関東広域圏     | TBSラジオ         | 2018年4月4日 -                               | 月曜 23:00 - 23:30 | 制作局 |
| 愛媛県         | 南海放送（RNB）   | 2020年4月2日 -                               | 木曜 21:30 - 22:00 |        |
| 静岡県         | 静岡放送（SBS）   | 2020年9月28日 -                              | 月曜 21:30 - 22:00 | [ 8 ]  |
| 大分県         | 大分放送（OBS）   | 2021年10月2日 -                              | 土曜 19:30 - 20:00 |        |
| 宮崎県         | 宮崎放送（MRT）   | 2022年4月3日 -                               | 日曜 23:00 - 23:30 |        |
| 青森県         | 青森放送（RAB）   | 2022年9月29日 -                              | 日曜 21:00 - 21:30 | [ 9 ]  |
| 鳥取県・島根県 | 山陰放送（BSS）   | 2021年9月27日 - 2022年3月21日 2023年4月1日 - | 土曜 19:30 - 20:00 | [ 10 ] |
| 近畿広域圏     | ラジオ大阪（OBC） | 2023年4月3日 -                               | 火曜 20:30 - 21:00 | [ 11 ] |
| 福島県         | ラジオ福島（rfc） | 2024年4月1日 -                               | 月曜 21:30 - 22:00 | [ 12 ] |
| 新潟県         | 新潟放送（BSN）   | 2024年4月2日 -                               | 火曜 21:30 - 22:00 | [ 13 ] |
| 岡山県         | RSK山陽放送       | 2020年10月2日 - 2021年9月25日 2024年4月3日 - | 日曜 21:30 - 22:00 | [ 14 ] |

過去のネット局
- 北陸放送（2021年9月30日 - 2023年3月29日 水曜 20:30 - 21:00に遅れネット[15])
- 東北放送（2022年10月7日 - 2023年3月31日 金曜 18:00 - 18:30に遅れネット)
- 福井放送（2022年9月27日 - 2024年3月27日 水曜 18:15 - 18:45に遅れネット[16])
- 山梨放送（2023年4月3日 - 2024年9月30日 月曜 21:30 - 21:59に同時ネット[17])
- 北日本放送（2023年4月3日 - 2025年3月31日 月曜 21:30 - 22:00に同時ネット)